# Ökologischer Fußabdruck
Der ökologische Fußabdruck (englisch ecological footprint) bezeichnet die biologisch produktive Fläche auf der Erde, die notwendig ist, um den Lebensstil und Lebensstandard eines Menschen (unter den heutigen Produktionsbedingungen) dauerhaft zu ermöglichen. 
Hier ist also das Objekt der Betrachtung  der einzelne Mensch, anders als bei einer Lebenszyklusanalyse, wo ein einzelnes Produkt im Mittelpunkt der jeweiligen Betrachtung steht.
Der ökologische Fußabdruck soll ein Indikator für Nachhaltigkeit sein. Das schließt Flächen ein, die zur Produktion von Kleidung und Nahrung oder zur Bereitstellung von Energie benötigt werden, aber z. B. auch zur Entsorgung von Müll oder zum Binden des durch menschliche Aktivitäten freigesetzten Kohlenstoffdioxids. Der Fußabdruck kann dann mit der Biokapazität der Welt oder der Region verglichen werden, also der verfügbaren biologisch produktiven Fläche.
Das Konzept wurde 1994 von Mathis Wackernagel und William Rees entwickelt. 2003 wurde von Wackernagel das Global Footprint Network gegründet, das u. a. von der Nobelpreisträgerin Wangari Maathai, dem Gründer des Worldwatch Institute Lester R. Brown und Ernst Ulrich von Weizsäcker unterstützt wird.
Der ökologische Fußabdruck wird häufig verwendet, um im Zusammenhang mit dem Konzept der Bildung für nachhaltige Entwicklung auf gesellschaftliche und individuelle Nachhaltigkeitsdefizite hinzuweisen – abhängig davon, ob ein Mensch seine ökologische Reserve in ein Ökodefizit verwandelt.
Der ökologische Fußabdruck ist ein Beispiel für einen Umweltfußabdruck und wird in sogenannten Global-Hektar angegeben. Daneben gibt es weitere, in anderen Einheiten gemessene Fußabdrücke, die Ressourcennutzung ins Verhältnis zur Ressourcenverfügbarkeit setzen und Indikatoren für den menschlichen Druck auf die Umwelt sind. Der Wasserfußabdruck erfasst Nutzung von Süßwasser als Konsumgut und zur Aufnahme von Abfallstoffen in Kubikmeter pro Jahr, der CO2-Fußabdruck die Emission von Treibhausgasen in CO2-eq pro Jahr. Weitere Fußabdrücke sind der Stickstoff-Fußabdruck, der Biodiversitäts-Fußabdruck oder der Material-Fußabdruck.

## Maßeinheit
Die Fruchtbarkeit von Böden auf der Erde ist nicht gleich verteilt. Berge und Wüsten sind naturgemäß weniger fruchtbar als Wiesen oder bewirtschaftete Äcker. Daher würde der normale Hektar eine falsche Wahrnehmung vermitteln. Um den ökologischen Fußabdruck von unterschiedlichen Ländern oder verschiedenen anderen Gebieten miteinander vergleichen zu können, werden die Werte in „Globalen Hektar“ pro Person und Jahr angegeben. Die Einheit trägt meistens die Abkürzung „gha“. Der Globale Hektar entspricht einem Hektar mit weltweit durchschnittlicher biologischer Produktivität.

## Methodik
Das Global Footprint Network legt großen Wert auf die Transparenz seiner Methodik, die in einer Vielzahl von Veröffentlichungen dargelegt und wissenschaftlich abgesichert wird.
Dem Instrument des ökologischen Fußabdrucks liegt eine Frage zugrunde: „Wie viel biologische Kapazität des Planeten wird von einer gegebenen menschlichen Aktivität oder Bevölkerungsgruppe in Anspruch genommen?“ Die Methodik setzt zwei Flächen zueinander in Beziehung: Den für einen Menschen durchschnittlich verfügbaren Land- und Wasserflächen (Biokapazität) werden diejenigen Land- und Wasserflächen gegenübergestellt, die in Anspruch genommen werden, um den Bedarf dieses Menschen zu produzieren und den dabei erzeugten Abfall aufzunehmen (der ökologische Fußabdruck). Allerdings beschränkt sich der ökologische Fußabdruck auf biologisch produktive Land- und Wasserflächen, die in die Kategorien Ackerland, Weideland, für Fischerei genutzte Meeresflächen und Binnenwasserflächen sowie Wald eingeteilt werden. Nicht biologisch nutzbare Flächen (bebaute Flächen, aber auch Wüsten und Hochgebirge) gelten als neutral.
Der methodische Erfolg des ökologischen Fußabdrucks beruht darauf, mit Hilfe von Produktivitätsfaktoren diese Flächen umzurechnen in Globale Hektar. Damit kann man sich auf einen durchschnittlich produktiven „Standard-Hektar“ als gemeinsame Maßeinheit beziehen, um weltweit sehr unterschiedliche Flächen miteinander vergleichen zu können. Zudem konnten auf dieser Basis Zahlen bis 1960 zurückgerechnet werden, obwohl der ökologische Fußabdruck erst 1994 „erfunden“ wurde. Die Methodik wurde seitdem noch verfeinert, ohne das Grundkonzept zu verändern.
Der Schwerpunkt des ökologischen Fußabdrucks liegt auf biologischen Ressourcen. Anstelle von nicht erneuerbaren Ressourcen wie Öl oder Mineralien sind es die biologischen Ressourcen, die die materiellen Möglichkeiten der Menschheit am meisten einschränken. Zum Beispiel ist die Menge an fossilen Brennstoffen, die sich immer noch im Untergrund befindet, begrenzt; aber die Fähigkeit der Biosphäre, mit dem bei der Verbrennung emittierten CO2 umzugehen, ist noch begrenzender. Diese Nachfrage nach Biokapazität konkurriert mit anderen Nutzungen der Biokapazität des Planeten. In ähnlicher Weise sind Mineralien durch die zur Verfügung stehende Energie begrenzt; also die Energie, die notwendig ist, um sie aus der Lithosphäre zu extrahieren und zu konzentrieren. Diese Energie ist auch limitiert durch die verfügbare Biokapazität. Die Möglichkeiten der Ökosysteme, Biomasse zu erneuern, sind begrenzt durch Faktoren wie Wasserverfügbarkeit, Klima, Bodenfruchtbarkeit, Sonneneinstrahlung, Technologie und Managementpraktiken. Diese durch Photosynthese getriebene Erneuerungsfähigkeit wird als Biokapazität bezeichnet.
Der ökologische Fußabdruck macht von vornherein eine Reihe von methodischen Einschränkungen, die Einfluss auf seine Aussagekraft haben:
1. Kohlendioxid als wichtigstes Treibhausgas: Anthropogenes CO2 entsteht hauptsächlich bei der Verbrennung fossiler Brennstoffe. Der ökologische Fußabdruck setzt für diese Emissionen einen Flächenverbrauch in Form von Wald an, der nötig wäre, um das erzeugte CO2 biologisch zu binden. Dabei wird vorhandener Wald unterstellt, der einen jährlichen Zuwachs an Biomasse hat (als lebende Pflanze oder verrottender Humus), die nicht entnommen wird. Dieser Flächenanteil ist für den hohen ökologischen Fußabdruck der meisten Industrieländer verantwortlich. Allerdings wird derjenige Anteil CO2 abgezogen, der von den Ozeanen absorbiert wird, die als natürliches Depot für CO2 angesehen werden. Hierbei wird nicht berücksichtigt, dass die Versauerung der Weltmeere durch CO2 eine der Planetarischen Grenzen darstellt.
2. Abfälle werden in drei Kategorien eingeteilt: (1) Biologisch abbaubare Abfälle, die als „neutral“ nicht in die Rechnung eingehen (bzw. im Fußabdruck der entsprechenden produzierenden Fläche enthalten sind). (2) Deponierbare „normale“ Abfälle, die eigentlich mit dem Flächenraum eingehen müssten, der für die langfristige Deponierung notwendig ist. Derzeit wird allerdings nur anthropogenes CO2 einbezogen.[8] (3) Materialien, die nicht durch biologische Prozesse hergestellt oder nicht durch biologische Systeme absorbiert werden (insbesondere Kunststoffe, aber auch toxische und radioaktive Stoffe). Sie haben keinen definierten ökologischen Fußabdruck, für solche Abfälle benötigt man andere Indikatoren. Damit werden letztlich keinerlei Abfälle im umgangssprachlichen Sinne durch den ökologischen Fußabdruck erfasst. Recycling wird nicht explizit erfasst, da es den Fußabdruck „automatisch“ reduziert.
3. Nichterneuerbare Ressourcen wie Kupfer, Zinn, Kohle, Erdöl kommen von außerhalb der Biosphäre und haben keinen ökologischen Fußabdruck im Sinne der Methodik. Die „Nebenverbräuche“ der Produktion wie Energieaufwand und anderer Materialverbrauch können berücksichtigt werden. Fossile Energieträger sind ein Sonderfall nichterneuerbarer Ressourcen, da sie zumindest innerhalb des biologischen Kreislaufs stehen, auch wenn sie aus einem anderen Zeitalter stammen. Für sie wird die Fläche angesetzt, die nötig ist, um das freigewordene CO2 biologisch zu binden. Wollte man eine Fläche definieren, die nötig wäre, um fossile Energieträger zu regenerieren, käme man auf Fußabdrücke, die viele hundertmal größer wären als die heute berechneten.[9]
4. Frischwasserverbrauch wird nicht betrachtet, da Wasser nur eine biologisch neutrale „Umlaufgröße“ ist und per Saldo weder verbraucht noch erzeugt wird. Ebenso wenig gehen Verluste an Biodiversität ein. Beide Größen gehören jedoch zu den Planetarischen Grenzen.
5. Atomenergie geht seit 2008 nur marginal in die Berechnung ein (indem nur die Nebenverbräuche berücksichtigt werden). Dadurch haben Länder mit hohem Anteil an Atomkraft bei vergleichbarerem Energieverbrauch einen geringeren ökologischen Fußabdruck. Dies sind z. B. die Länder Frankreich, Schweiz, Schweden etc.[10] Energieverbrauch, Abwärme, Risiken aufgrund atomarer Unfälle, die Lagerung des Atommülls und einiges mehr werden nicht berücksichtigt, da es dafür keine anerkannte wissenschaftlich nachvollziehbare Umrechnungsmethode gibt. Zudem basiert die Berechnung generell nur auf bereits entstandene Belastungen aus der Vergangenheit und nimmt keine Abschätzungen für die Zukunft vor. Zwischen 1997 und 2008 wurde die Energie in CO2 gemäß dem Mix für die Erzeugung von Strom aus fossilen Energieträgern umgerechnet. Der Reaktorunfall in Fukushima in Japan zeigt, dass eine Berücksichtigung der Risiken einen gewaltigen Einfluss auf den ökologischen Fußabdruck haben kann.

## CO2-Fußabdruck
Das Konzept des CO2-Fußabdrucks (engl. carbon footprint) entstand aus dem des ökologischen Fußabdrucks. Der CO2-Fußabdruck einer Person ist die Menge aller CO2-Emissionen, die mit ihren Aktivitäten verbunden ist. Der CO2 Fußabdruck umfasst zum einen die direkten Emissionen, beispielsweise die, die bei der Verbrennung von Kraftstoffen beim Autofahren oder beim Betreiben einer Öl- oder Gasheizung entstehen. Zum anderen sind darin auch alle indirekten Emissionen enthalten; das sind die Emissionen, die bei der Produktion von Gütern oder Strom verursacht wurden, die die Person verbraucht bzw. nutzt. Neben CO2 werden oft auch andere Treibhausgase im CO2-Fußabdruck berücksichtigt.
Internationale Bekanntheit erlange das Konzept des CO2-Fußabdrucks 2004 durch die Werbekampagne „Beyond Petroleum“ des britischen Mineralölunternehmens BP. Das Unternehmen veröffentlichte im Rahmen der Kampagne einen CO2-Rechner zur Berechnung von individuellen CO2-Emissionen. Unter dem steigenden politischen Druck auf die Ölkonzerne lenkte BP mit dieser Werbekampagne die Aufmerksamkeit vom massiven CO2-Fußabdruck der Wirtschaft auf Individuen um.

## Kritik
Das Konzept des ökologischen Fußabdrucks hat eine Reihe von Stärken und Schwächen, die von den Autoren mit der gleichen Offenheit wie die Methodik erörtert werden.
Zu den Stärken zählen: Das Konzept ist leicht zu visualisieren und zu kommunizieren, ein Globaler Hektar ist sehr anschaulich. Sein starker Reduktionismus ist hilfreich, insbesondere im Bereich der Umweltbildung. Basis ist der Status quo, weder gibt es Spekulationen über zukünftige Technologien, noch Annahmen über „sinnvollen“ Konsum oder „notwendigen“ Lebensstandard. Der Begriff der Tragfähigkeit wird bewusst vermieden. Die Methodik ist 1994 entwickelt worden und seitdem grundsätzlich unverändert geblieben. Alte Zahlen sind mit neuen vergleichbar, Zahlen für vergangene Zeiträume errechenbar.
Dem stehen folgende Schwächen gegenüber: Die Reduktion auf eine Kenngröße ist auch eine elementare Schwäche. Die Autoren geben zu, dass dieses unvollständige Bild durch komplementäre Indikatoren ergänzt werden muss, die „andere wichtige Aspekte von Nachhaltigkeit“ berücksichtigen. Daneben ist der Hektar-Ansatz nicht für alle biologischen Faktoren anwendbar (Wasserverbrauch, Biodiversität). Nichtbiologische Faktoren wie Abfälle, nicht erneuerbare Ressourcen oder toxische und andere gefährliche Substanzen finden gar keinen Platz in der Methodik. Die Produktion von CO2 trägt in den meisten Industrieländern mehr als die Hälfte des Fußabdrucks bei. Diese Dominanz eines einzigen Faktors, der ein Stück weit aus der Methodik der biologisch produktiven Flächen herausfällt, ist methodisch problematisch. Der Produktivitätsfaktor ist ebenfalls nicht unproblematisch – intensive und monokulturelle Landwirtschaft hat danach einen kleineren Flächenverbrauch als ökologischer Landbau und schneidet im Fußabdruck besser ab.
Kritisiert wird auch, dass der ökologische Fußabdruck die Verantwortung für die globale Entwicklung gänzlich dem einzelnen Individuum und dessen Konsumverhalten zuordnet - ohne etwa zu berücksichtigen, a) dass man in einer Gesellschaft mit bestimmten politischen und ökonomischen Rahmenbedingungen seinen ökologischen Fußabdruck nicht beliebig reduzieren kann und b) dass es auch ein Beitrag zur Nachhaltigkeit ist, sich z. B. für bessere politische Bedingungen und Gesetze zu engagieren. In diesem Zusammenhang wird darauf aufmerksam gemacht, dass es ausgerechnet der Mineralölkonzern BP war, der den ökologischen Fußabdruck weltweit bekannt machte. Kritiker äußern die Vermutung, dass mit der Konzentration auf den einzelnen Menschen die Verantwortung großer Firmen kleingeredet oder zumindest aus dem Fokus genommen werden soll.
Der ökologische Fußabdruck liefert einen Überblick über die Lage sowie Einsichten für einzelne Regionen. Ein ausgewogener ökologischer Fußabdruck ist jedoch nur eine notwendige Mindestbedingung für Nachhaltigkeit und nicht hinreichend. Es besteht die Gefahr der Instrumentalisierung durch Länder oder Organisationen, die nach diesem Kriterium relativ gut abschneiden.
Als Alternative zum ökologischen Fußabdruck nach dem globalen Hektar dient der komplexe und umfangreiche Sustainable Process Index (SPI), mit welchem neben allen Stoff- und Energieflüssen auch sämtliche Emissionen erfasst werden können.
Der Energieverbrauch pro Kopf ist auch ein wichtiger Indikator für die Nachhaltigkeit. Sein Vorteil ist die einfache Erfassung.

### Bewertung des Ökologischen Fußabdrucks in der Literatur
Oft wird als Kritik angeführt, dass der Ökologische Fußabdruck die Frage nach Nachhaltigkeit oft übersimplifiziert. Dies hat unter anderem damit zu tun, dass der Ökologische Fußabdruck lediglich die absolute Menge des verbrauchten Landes misst; nicht jedoch die Intensität der Landnutzung (dafür eignet sich beispielsweise der HANPP). Positiv hervorgehoben wird, dass der Ökologische Fußabdruck eine gute Vergleichbarkeit zwischen verschiedenen Räumen (Regionen, Länder, o. ä.) schaffen kann. Zudem ist das Tool auch für Laien gut verständlich und stellt damit ein gutes Kommunikationstool dar. Daher kann der ökologische Fußabdruck eher als Warnmechanismus verstanden werden, welcher die Diskussion über ökologische Limits zwischen Wissenschaftlern, Akteuren der Gesetzgebung und der Öffentlichkeit anregen soll.

## Daten von Kontinenten und Staaten
| Region                    | Bevölkerung 1) | Ökologischer Fußabdruck 2) | Biokapazität 2) | Ökologisches Defizit (<0) oder Reserve (>0) | Bevölkerung 1) Biokapazität entspricht Ökologischen Fußabdruck 3) |
| ------------------------- | -------------- | -------------------------- | --------------- | ------------------------------------------- | ----------------------------------------------------------------- |
| Welt                      | 7181,7         | 2,87                       | 1,71            | -1,06                                       | 4279                                                              |
| Afrika                    | 1176,7         | 1,4                        | 1,23            | -0,23                                       | 1133,8                                                            |
| Asien                     | 4291,3         | 2,32                       | 0,77            | -1,55                                       | 1424,3                                                            |
| Nordamerika               | 352,4          | 8,61                       | 5,02            | -5,59                                       | 205,5                                                             |
| Südamerika                | 410,0          | 3,01                       | 7,48            | 4,47                                        | 1018,9                                                            |
| Australien und Neuseeland | 27,7           | 8,21                       | 14,76           | 6,55                                        | 49,8                                                              |
| Europa                    | 736,8          | 4,87                       | 3,24            | -1,63                                       | 490,2                                                             |
| Land                      | Bevölkerung 1) | Ökologischer Fußabdruck 2) | Biokapazität 2) | Ökologisches Defizit oder Reserve 2)        | Bevölkerung 1) Biokapazität entspricht Ökologischen Fußabdruck 2) |
| Amerika                   |                |                            |                 |                                             |                                                                   |
| Brasilien                 | 204,3          | 3,02                       | 8,85            | 5,83                                        | 598,7                                                             |
| Kanada                    | 35,2           | 8,76                       | 16,18           | 7,42                                        | 65                                                                |
| USA                       | 317,1          | 8,59                       | 3,78            | -4,81                                       | 142,7                                                             |
| Asien                     |                |                            |                 |                                             |                                                                   |
| VR China                  | 1393,6         | 3,59                       | 0,93            | -2,66                                       | 361                                                               |
| Indien                    | 1279,5         | 1,06                       | 0,44            | -0,62                                       | 531,1                                                             |
| Japan                     | 126,9          | 4,99                       | 0,71            | -4,28                                       | 18,1                                                              |
| Europa                    |                |                            |                 |                                             |                                                                   |
| Deutschland               | 80,57          | 5,0                        | 1,7             | - 3,3                                       | 33,2                                                              |
| Finnland                  | 5,45           | 6,1                        | 12,9            | 6,8                                         | 10,8                                                              |
| Schweiz                   | 8,1            | 5,1                        | 1,1             | - 4,0                                       | 1,9                                                               |

Den größten ökologischen Fußabdruck hatten im Jahr 2013 im Durchschnitt die Einwohner Luxemburgs mit 13,09 gha/Person, die Bewohner Katars mit 12,57 gha/Person und die Bevölkerung von Australien mit 8,8 gha/Person. Den geringsten hatten die Menschen in Burundi mit 0,63 gha/Person, Haiti mit 0,61 gha/Person und Eritrea mit 0,51 gha/Pers.
Die weltweite Inanspruchnahme zur Erfüllung menschlicher Bedürfnisse überschreitet nach Daten des Global Footprint Network und der European Environment Agency derzeit die Kapazität der verfügbaren Flächen um insgesamt 68 %.
Danach werden gegenwärtig pro Person 2,87 gha verbraucht, es stehen allerdings lediglich 1,71 gha zur Verfügung. Dabei verteilt sich die Inanspruchnahme der Fläche sehr unterschiedlich auf die verschiedenen Regionen: Europa beispielsweise benötigt 4,87 gha pro Person, kann aber selbst nur 3,24 gha zur Verfügung stellen. Dies bedeutet eine Überbeanspruchung der europäischen Biokapazität um über 50 %. Frankreich beansprucht dabei annähernd das Doppelte, Deutschland knapp das Dreifache und Großbritannien fast das Vierfache seiner jeweils vorhandenen Biokapazität. Ähnliche Ungleichgewichte finden sich auch zwischen Stadt und Land.
Neuste Daten sind auf der offenen Footprint Plattform unter data.footprintnetwork.org zugänglich. Die neusten Zahlen der 2019 Ausgabe gehen bis 2016.

## Ecological Debt Day
Anhand des ökologischen Fußabdrucks lässt sich das ökologische Defizit berechnen. Der „Ecological Debt Day“ bzw. „Earth Overshoot Day“, der im Deutschen auch als „Ökoschuldentag“ oder „Welterschöpfungstag“ bezeichnet wird, ist eine jährliche Kampagne der Organisation Global Footprint Network. Dieser gibt den Kalendertag jeden Jahres an, ab welchem die von der Menschheit konsumierten Ressourcen die Kapazität der Erde übersteigen, diese zu generieren. Berechnet wird der Ecological Debt Day durch Division der weltweiten Biokapazität, also der während eines Jahres von der Erde produzierten natürlichen Ressourcen, durch den ökologischen Fußabdruck der Menschheit multipliziert mit der Zahl 365, der Anzahl von Tagen im Gregorianischen Kalender. Im Jahr 2019 liegt er am 29. Juli. Der jährliche Trend zeigt eine Vorverlegung zu einem früheren Datum, wobei es jedoch aufgrund der Methodik sowie neuer Erkenntnisse zu einer gewissen Schwankungsbreite kommt.

## Trivia
Von 2016 bis 2018 entwickelte VTT mit Industriepartnern Wege zur Bilanzierung eines sogenannten „CO2-Handabdrucks“ (carbon handprint). Damit sollten in Anlehnung an den CO2-Fußabdruck mögliche positiven Effekte eines Produkts abgebildet werden. Neben Anreizen für kleine und mittelständische Unternehmen versprach sich das Projektkonsortium auch besseres Marketing. 2023 veröffentlichten Brot für die Welt und Germanwatch die Webseite Dein Handabdruck, die im Stile des Wahl-O-Mats individuelle Möglichkeiten für sozialökologisches Engagement aufzeigt.